# 湯冕
湯冕（1457年—？），字拱宸，直隸松江府華亭縣人，民籍，明朝政治人物。

## 生平
成化十三年（1477年）丁酉科應天府鄉試第八十二名舉人。成化十七年（1481年）中式辛丑科會試第二百四十六名，二甲第五十八名進士。官兵部主事。

## 家族
曾祖湯文；祖父湯新；父湯信，母吳氏。具慶下。